# Louis Narcisse Chopart
Pour les articles homonymes, voir Chopart.
Louis Narcisse Chopart, né le 6 mai 1806 à Rouen et mort le 7 juin 1895 à Cannes est un vice-amiral français, grand-croix de la Légion d'honneur.

## Biographie
Il est le fils de Louis Stanislas Chopart, receveur des douanes, et de Josephe Émilie Scribe.
Élève de l'École polytechnique, puis entré au service de la marine en 1825, il est nommé successivement : aspirant le 1er novembre 1827, enseigne de vaisseau le 10 février 1830, lieutenant de vaisseau le 6 janvier 1834, capitaine de frégate, le 1er novembre 1843, capitaine de vaisseau, le 18 décembre 1848, contre-amiral, le 9 août 1858 et promu vice-amiral, le 27 janvier 1864. 
Il participe à l'expédition d'Alger en 1830. Le 18 octobre 1853, il est nommé commandant de l'Uranie, frégate école des canonniers marins, le 24 février 1855, commandant du vaisseau  Le Suffren, le 19 janvier 1858, chef d'état-major de l'escadre d'évolution (en), du 1er octobre 1861 à 1864, préfet maritime à Lorient et enfin du 1er janvier 1869 au 10 septembre 1870 préfet maritime à Toulon.
Dans l'intervalle de ces divers commandements, l'amıral Chopart siège plusieurs fois au Conseil des travaux et au Conseil d'amirauté ; le 15 juin 1849, il entre dans ce dernier conseil comme membre adjoint ; le 29 janvier 1850, il est nommé membre titulaire du Conseil des travaux, comme capitaine de vaisseau ; il y est rappelé le 29 juin 1853. Il est nommé membre du Conseil des prises le 23 janvier 1856. Il est promu grand officier de la Légion d'honneur, le 14 août 1866 puis grand-croix le 5 mai 1871.
Admis dans la réserve en 1871, il se retire à Cannes et accepte les fonctions de membre du Conseil de l'ordre de la Légion d'honneur et de président de la Commission de l'Exposition permanente des Colonies. 
Considéré comme « un des représentants les plus complets et les plus solides de la marine française » et « l'un des esprits les plus indépendants et les plus ornés » de son époque, il est mis à la retraite le 7 août 1879. 
Il meurt à Cannes le 7 juin 1895.

## Décorations
- Grand-croix de la Légion d'honneur (5 mai 1871)
  - Grand Officier le 14 août 1866
  - Commandeur le ?
  - Officier le ?
  - Chevalier le ?

## Publications
- Essais sur les évolutions navales ; suivis de quelques tables destinées à en faciliter l'exécution et à en apprécier la durée,  Imprimerie royale, Paris, 1839. En ligne.

### Sources contemporaines
- Gustave Vapereau, « Chopart, Louis Narcisse » in Dictionnaire universel des contemporains, Hachette, 1870, p. 396. Lire en ligne.

- Théophile Lamathière, « Chopart, Louis Narcisse » in Panthéon de la Légion d'honneur, t.20, Hachette, 1875-1911, pp. 41-43. Lire en ligne.

### Sources modernes
- Michel Wattel et Béatrice Wattel (préf. André Damien), « Chopart, Louis Narcisse » in  Les Grand’Croix de la Légion d’honneur : De 1805 à nos jours, titulaires français et étrangers, Paris, Archives et Culture, 2009 (ISBN 978-2-35077-135-9).
- Michel Depeyre, Entre vent et eau un siècle d'hésitations tactiques et stratégiques, 1790-1890, Institut de stratégie comparée, EPHE IV, Sorbonne, 2003, pp. 93-98.